# Посёлок санатория имени Абельмана
Санатория имени Абельмана — посёлок в Ковровском районе Владимирской области России, входит в состав Клязьминского сельского поселения.

## География
Посёлок расположен в 9 км на юго-запад от центра поселения села Клязьминский Городок и в 5 км на северо-восток от райцентра города Ковров.

## История
Образован в связи с организацией санатория имени Абельмана (открыт как дом отдыха в 1924 году), входил в состав Клязьминского сельсовета, с 2005 года — в составе Клязьминского сельского поселения.

## Население
| 2002 | 2010 | 2021 |
| ---- | ---- | ---- |
| 299  | ↘262 | ↘133 |

## Инфраструктура
В посёлке расположены санаторий имени Абельмана, отделение федеральной почтовой связи.